# Centaurea rouyi
Centaurea rouyi — вид квіткових рослин родини айстрових (Asteraceae). Ендемік сходу Іспанії.
Багаторічник. Вид дещо нагадує C. aspera, але з приквітками без колючок. Має дуже бліді квітки, приквітки з темними бахромчастими придатками. Листки тонкі, цілісні або лопатеві, чітко сіруваті. Розмір рослини: 10–40 см. Діаметр квіткової голови: 20–35 мм. Цвітіння: з березня по червень. Висота проживання: від 0 до 1500 метрів.